# Tyszky
Tyszky (ukr. Тишки) – wieś na Ukrainie, w obwodzie połtawskim, w rejonie łubieńskim, w hromadzie Łubny. W 2001 liczyła 318 mieszkańców.